# Calliphora prosternalis
Calliphora prosternalis är en tvåvingeart som beskrevs av Malloch 1934. Calliphora prosternalis ingår i släktet Calliphora och familjen spyflugor. Inga underarter finns listade i Catalogue of Life.